# I Like Your Nerve
Pour plus de détails, voir Fiche technique et Distribution.
I Like Your Nerve est un film comique américain en noir et blanc réalisé par William C. McGann en 1931.

## Synopsis
Un aventurier, Larry O'Brien, qui risque une expulsion d'un pays d'Amérique centrale, tombe amoureux de la belle Diane Forsythe. Il apprend qu'elle est la belle-fille du ministre des Finances, Areal Pacheco, et qu'elle va bientôt épouser le vieux riche Clive Latimer. Soupçonnant que ce mariage est une dissimulation d'affaires d'argent entre le beau-père et le futur époux, Larry doit l'empêcher. Mais ces deux compères décident de faire enlever Diane...

## Commentaires
I Like Your Nerve n'a jamais vu le jour dans les salles françaises.
À noter que Boris Karloff, le célèbre interprète du monstre dans l'inoubliable série des Frankenstein, y fait une courte apparition dans un rôle de majordome dans le demeure du ministre des finances.

## Fiche technique
- Titre original : I Like Your Nerve
- Réalisation : William C. McGann
- Scénario : Roland Pertwee, Houston Branch
- Dialogues : Roland Pertwee
- Production : First National Pictures
- Distribution : First National Pictures
- Musique : David Mendoza, Francis Salabert
- Costumes : Earl Luick
- Photographie : Ernest Haller
- Premier assistant opérateur (non crédité) : Ellsworth Fredericks
- Montage : Peter Fritch
- Pays de production :  États-Unis
- Langue : anglaise
- Format : 1.37 : 1 - Mono
- Genre : Comédie
- Durée : 70 minutes
- Date de sortie :
  - États-Unis : 12 septembre 1931

## Distribution
- Douglas Fairbanks Jr. : Larry O'Brien
- Loretta Young : Diane Forsythe
- Henry Kolker : Areal Pacheco
- Claud Allister : Archie Lester
- Edmund Breon : Clive Lattimer
- Boris Karloff : Luigi

Acteurs non crédités :
- André Cheron : François, chauffeur de Pacheco
- Frank Hagney : Rocci
- Lillian Kemble-Cooper : la comtesse Vecchio